# Staatsstraße 19 (Finnland)

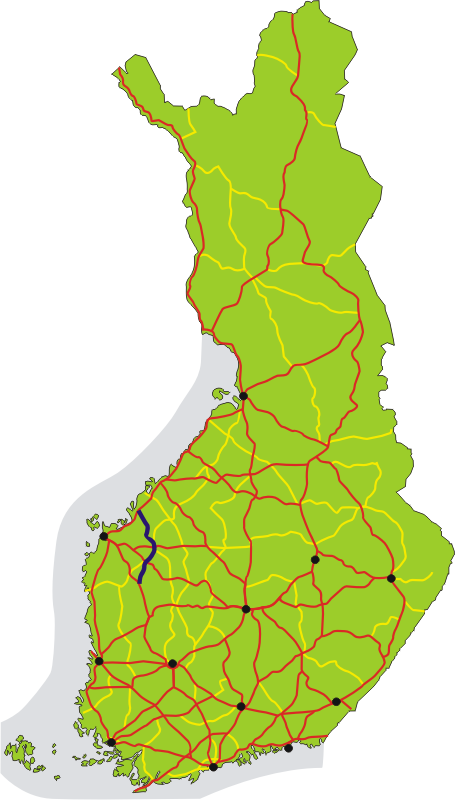
Verlauf der Staatsstraße 19

Die finnische Staatsstraße 19 (finn. Valtatie 19, schwed. Riksväg 19) führt von Jalasjärvi nach Nykarleby (finn.: Uusikaarlepyy). Die Straße ist 129 Kilometer lang.

## Streckenverlauf

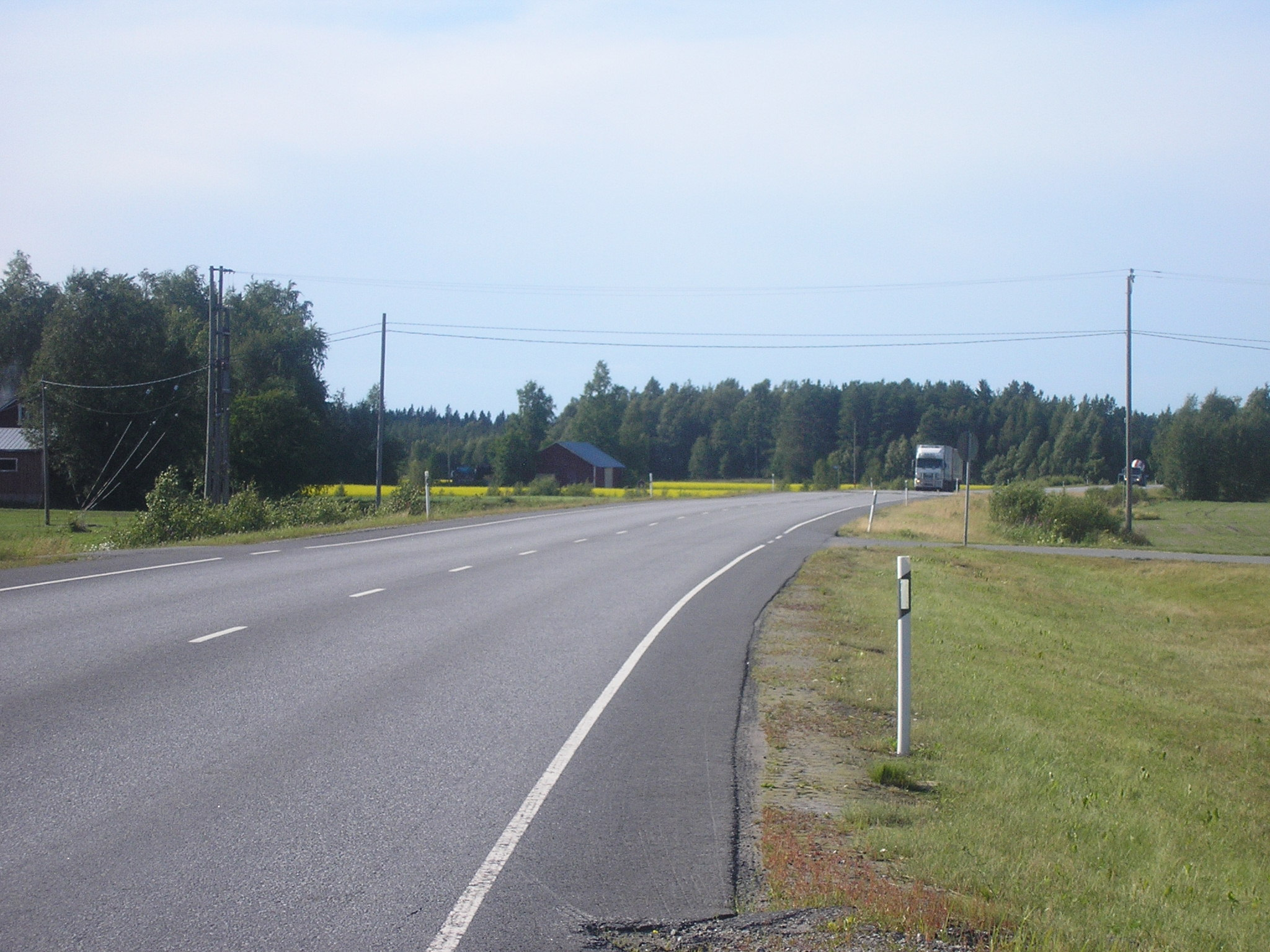
Die Straße bei Nykarleby (2009)

Die Staatsstraße 19 zweigt in Jalasjärvi von der Staatsstraße 3 (zugleich Europastraße 12) ab und führt dann in generell nördlicher Richtung über Seinäjoki, wo sie die Staatsstraße 18 kreuzt, und Lapua (dort Kreuzung mit der Staatsstraße 16) bis zu ihrer Einmündung in die Staatsstraße 8 (zugleich Europastraße 8) im Südosten von Nykarleby.